# Balneum
Con il termine balneum gli autori antichi si riferivano agli impianti termali nati per iniziativa privata, contrapposti alle grandi terme pubbliche (lat. thermae), una distinzione terminologica, tuttavia, non sempre osservata: nella maggior parte dei casi, per i condizionamenti degli edifici circostanti, la pianta dei balnea non seguiva schemi regolari e non si uniformava ai modelli canonici delle terme maggiori; era, inoltre, quasi sempre assente la palestra e qualsiasi spazio scoperto per gli esercizi ginnici.
I balnea, disseminati nei quartieri più popolosi delle città romane, pur essendo a conduzione privata, erano aperti al pubblico dietro pagamento di una tassa di ingresso bassissima. Altre fonti di guadagno per il proprietario erano costituite dalle rendite delle botteghe e degli appartamenti annessi al fabbricato e dati in affitto. La gestione di un balneum era comunque un affare redditizio se vi si trovano coinvolti anche personaggi altolocati.